# Joely Fisher
Joely Fisher (Burbank, 29 ottobre 1967) è un'attrice statunitense conosciuta principalmente per le sue interpretazioni in serie televisive e film.

## Biografia
Joely Fisher nasce a Burbank in California, figlia del cantante Eddie Fisher e dell'attrice Connie Stevens. Sua sorella minore è l'attrice Tricia Leigh Fisher. Ha inoltre anche una sorellastra, Carrie Fisher anche lei attrice, e un fratellastro, Todd Fisher, nati dal matrimonio precedente di suo padre con l'attrice Debbie Reynolds. I genitori di Joely si separarono quando lei aveva appena due anni, e venne cresciuta da sua madre.
Joely iniziò a recitare in teatro negli spettacoli di sua madre a Las Vegas all'età di sette anni. Lei e Tricia fin da piccole girarono il mondo insieme a loro madre, frequentando numerose scuole e tutori. Infine si diplomarono alla Beverly Hills High School. Joely ha frequentato per un semestre l'Università di Parigi. Dopo aver lasciato la scuola andò a New York, dove ristabilì le relazioni con suo padre. Frequentò l'Emerson College, ma interruppe gli studi per iniziare la carriera da attrice.
La carriera dell'attrice inizia nel 1987, anno in cui ottiene il ruolo di Averil nella commedia Pretty Smart, in cui recita accanto a sua sorella Tricia. Nel 1992 è stata nominata Miss Golden Globe. Nel 1994 ha il suo primo ruolo importante nel film Una figlia in carriera, recitando accanto a Nick Nolte. La partecipazione a questo film l'aiuta a farsi conoscere e, nello stesso anno, entra a far parte del cast principale della serie televisiva Ellen, ottenendo il ruolo di Paige Clark. Continuerà a recitare nella serie fino alla sua conclusione nel 1998, anno in cui ottiene una nomination ai Golden Globe. Nel 1999 ottiene il ruolo della Dottoressa Brenda Bradford nel film Inspector Gadget accanto a Matthew Broderick.
Tra il 2003 ed il 2005 recita nella serie televisiva della Lifetime Una nuova vita per Zoe nel ruolo dell'investigatrice assicurativa Zoe Busiek. Nel 2005 appare in cinque puntate della serie Desperate Housewives nel ruolo del capo di Lynette, Nina Fletcher. Dal 2006 recita come co-protagonista assieme a Brad Garrett nella sitcom della Fox Til Death - Per tutta la vita. Nella sua carriera Joely ha partecipato come guest star a diverse serie televisive, tra cui vanno ricordate: Genitori in blue jeans, Blossom - Le avventure di una teenager, Caroline in the City, Oltre i limiti, Grace Under Fire e Coach. Ha inoltre recitato in alcune opere teatrali di Broadway, tra cui Grease (1994) e Cabaret (1998).

## Vita privata
Ha origini russe da parte di padre e italiane, irlandesi, tedesche e polacche da parte di madre. 
È sposata con l'operatore cinematografico Christopher Duddy dal 31 dicembre 1996. I due hanno due figlie: Skylar Grace (nata il 14 giugno 2001) e True Harlow (nata il 2 febbraio 2006). La coppia nel settembre 2008 ha adottato una neonata, Olivia Luna Fisher-Duddy. Joely è anche la matrigna dei due figli di Duddy, Cameron e Collin.
Nell'autunno del 2008 è diventata una ambasciatrice di Save the Children. Per l'associazione umanitaria ha visitato Xai-Xai in Mozambico.

## Filmografia

### Attrice

#### Cinema
- Pretty Smart, regia di Dimitri Logothetis (1987)
- Una figlia in carriera (I'll Do Anything), regia di James L. Brooks (1994)
- The Mask, regia di Chuck Russell (1994)
- Agenzia salvagente (Mixed Nuts), regia di Nora Ephron (1994)
- Family Plan - Un'estate sottosopra (Family Plan), regia di Fred Gerber (1997)
- Inspector Gadget, regia di David Kellogg (1999)
- Nostradamus, regia di Tibor Takács (2000)
- Slingshot, regia di Jay Alaimo (2005)
- Cougar Club, regia di Christopher Duddy (2007)
- Murdering Mama's Boy, regia di Kat Coiro – cortometraggio (2007)
- You, regia di Melora Hardin (2009)
- Happy Anniversary Honey, regia di Michael J. Shea – cortometraggio (2014)
- Search Engines, regia di Russell Brown (2016)
- The Disappointments Room, regia di D.J. Caruso (2016)
- The Tribes of Palos Verdes, regia di Emmett Malloy e Brendan Malloy (2017)
- Fall Girls, regia di Chris Stokes (2019)
- By the Rivers of Babylon, regia di Albert Sandoval (2019)

#### Televisione
- Fuga dallo spazio (Something Is Out There) – serie TV, 1 episodio (1988)
- Starting from Scratch – serie TV, 1 episodio (1989)
- Mulberry Street, regia di Ellen Falcon – film TV (1990)
- Genitori in blue jeans (Growing Pains) – serie TV, 2 episodi (1990)
- Blossom - Le avventure di una teenager (Blossom) – serie TV, episodio 1x09 (1991)
- CBS Schoolbreak Special – serie TV, 1 episodio (1991)
- Cuori al Golden Palace (The Golden Palace) – serie TV, 1 episodio (1993)
- ABC Weekend Specials – serie TV, 1 episodio (1994)
- Programmato per amare (The Companion), regia di Gary Fleder – film TV (1994)
- Ellen – serie TV, 96 episodi (1994-1998)
- The Dana Carvey Show – serie TV, 1 episodio (1996)
- Caroline in the City – serie TV, 1 episodio (1996)
- Oltre i limiti (The Outer Limits) – serie TV, 1 episodio (1996)
- Come un fulmine a ciel sereno (Seduction in a Small Town), regia di Charles Wilkinson – film TV (1997)
- The Drew Carey Show – serie TV, 1 episodio (1997)
- Grace Under Fire – serie TV, 1 episodio (1997)
- Coach – serie TV, 1 episodio (1997)
- Aiuto, mi devo sposare! (Jitters), regia di Bob Saget – film TV (1997)
- Quando il ramo si spezza 2 (Perfect Prey), regia di Howard McCain – film TV (1998)
- Sete (Thirst), regia di Bill L. Norton – film TV (1998)
- Icebergs: The Secret Life of a Refrigerator, regia di Nicola Hart – film TV (1998)
- Love, American Style, regia di Barry Kemp e Robin Schiff – film TV (1999)
- Coming Unglued, regia di Fred Gerber – film TV (1999)
- Prigioniera in paradiso (Kidnapped in Paradise), regia di Rob Hedden – film TV (1999)
- Grosse Pointe – serie TV, 5 episodi (2000)
- Normal (Ohio) – serie TV, 7 episodi (2000)
- Danny – serie TV, 9 episodi (2001)
- Baby Bob – serie TV, 14 episodi (2002-2003)
- Una nuova vita per Zoe (Wild Card) – serie TV, 36 episodi (2003-2005)
- Fertile Ground, regia di Patrick R. Norris – film TV (2005)
- Desperate Housewives – serie TV, 5 episodi (2005)
- Til Death - Per tutta la vita ('Til Death) – serie TV, 81 episodi (2006-2010)
- I maghi di Waverly (Wizards of Waverly Place) – serie TV, 1 episodio (2011)
- Ci pensa Cupido! (Cupid, Inc.), regia di Ron Oliver – film TV (2012)
- Verdetto fatale (Fatal Acquittal), regia di Sam Irvin – film TV (2014)
- L'uomo di casa (Last Man Standing) – serie TV, 6 episodi (2014-2016)
- Scorpion – serie TV, episodio 2x18 (2016)
- Modern Family – serie TV, episodio 8x08 (2016)
- Station 19 – serie TV, episodio 2x01 (2018)
- 9-1-1 – serie TV, episodio 3x04 (2019)
- How I Met Your Father – serie TV, episodio 1x09 (2022)
- S.W.A.T. - serie TV, episodio 7x12 (2024)

### Doppiatrice
- Le avventure di Superman (Superman) - serie animata, 3 episodi (1996-1998)

## Doppiatrici italiane
Nelle versioni in italiano delle opere in cui ha recitato, Joely Fisher è stata doppiata da:
- Roberta Greganti in Una nuova vita per Zoe, Verdetto fatale
- Patrizia Salmoiraghi in Normal, Ohio
- Anna Cesareni in Baby Bob
- Roberta Pellini in Desperate Housewives
- Laura Boccanera in Till Death - Per tutta la vita
- Laura Lenghi in Inspector Gadget
- Giò Giò Rapattoni in Station 19
- Beatrice Margiotti in 9-1-1
- Monica Migliori in How I Met Your Father
- Patrizia Burul in S.W.A.T.

Da doppiatrice è sostituita da:
- Laura Latini in Superman (s.1)